# Synkopetiden
Synkopetiden – yngre urnordisk – sproghistorisk betegnelse for perioden 500-700 i slutningen af urnordisk hvor det norrøne sprog undergik en udtaleforvandling: synkopen.
Mange tryksvage mellem- og slutvokaler forsvandt – urnordiske trestavelsesord blev på norrønt til tostavelsesord. (Der findes mere radikale eksempler, som f.eks. *haraƀanaz → hrafn (ravn)).
Mange af de forsvundne vokaler havde, før de forsvandt, forårsaget en omlyd i den foregående vokal, der var forskellig alt efter den forsvundne vokal. Disse forskelle blev nu betydningsbærende. Det førte til at sproget fik flere forskellige vokaler (æ og ø er vistnok opstået på den måde) og nogle bøjningsmønstre, der måske forekommer en nutidsdansker besynderlige, hvoraf enkelte stadig findes i nudansk: et barn – flere børn. På moderne islandsk og færøsk er disse bøjninger stadig almindelige og benyttes, i hvert fald på islandsk til at danne nye ord per analogi.
F.eks.: Land, flertal lönd (sådan bøjes alle intetkønsnavneord med a som stammevokal), hjörtur (hjort, u-brydning), ejefald hjartar (a-brydning), dativ hirti (i-omlyd). Stammevokalen i hjörtur var faktisk e, skønt dette e ikke ses nogetsteds i bøjningen i dag.
Islændingene og færingene har i øvrigt delvist "fortrudt" synkopen og har puttet en indskudsvokal u ind, for at gøre udtalen nemmere. F.eks. er det oldislandske Baldr (guden Balder) på moderne islandsk og færøsk blevet til Baldur. På islandsk udtales disse u-er som en ret neutral, y- eller ø-agtig lyd. Disse svarer ikke til de urnordiske mellemvokaler som forsvandt i synkopetiden.
Urnordisk: *sunuR, *fiskaR, *gastiR.
Oldnordisk: sonr, fiskr, gestr.
Nyislandsk: sonur, fiskur, gestur.